# Xenoglena fryi
Xenoglena fryi is een keversoort uit de familie schorsknaagkevers (Trogossitidae). De wetenschappelijke naam van de soort werd in 1899 gepubliceerd door Albert Léveillé.